# Tytus Anniusz Milon
Tytus Anniusz Milon (Titus Annius Milo: zmarły w 48 p.n.e.) – trybun ludowy w 57 wraz z Klodiuszem. Wybuchła między nimi otwarta wojna. Milon, zwolennik senatu, przeciwnik popularów, kazał sprowadzić Cycerona z wygnania, będącego skutkiem działalności Klodiusza. W styczniu 52, gdy ubiegał się o konsulat, jego ludzie zabili Klodiusza. Podczas procesu, jaki był jego następstwem, Milona bronił Cyceron, ale onieśmielony demonstracją sił wojskowych zgromadzonych na forum nie zdołał nawet wygłosić przygotowanej zawczasu mowy (jej tekst zachował się do dzisiaj). Milon musiał opuścić kraj. W 48 p.n.e. powrócił do Italii – usiłował podburzyć regiony południowe do powstania przeciw Cezarowi. Został jednak pojmany i stracony.